# Поверхневі явища
Поверхневі явища (рос. поверхностные явления, англ. surface phenomena, нім. Oberflächenerscheinungen f pl) — фізичні та хімічні явища на межі двох фаз, які обумовлені тим, що, на відміну від об'єму фази, поблизу поверхні розділу молекули оточені іншими молекулами нерівномірно і взаємодіють не тільки одна з одною, але й з молекулами суміжної фази.

## Загальний опис
До поверхневих явищ належать адгезія, адсорбція, капілярні явища, когезія, змочування, тертя, поверхнева хімічна реакція та ін.
В результаті поверхневих явищ склад і структура рідкої фази у тонкому граничному прошарку безпосередньо біля твердого тіла відрізняються від об'ємних характеристик (на віддаленні від твердої поверхні).
Поверхневі явища пов'язані з поверхневим натягом і обумовлені викривленням рідинної поверхні розділу називають капілярними явищами (див. капілярність).
Регуляторами поверхневих явищ виступають поверхнево-активні речовини (ПАР), які впливають на поверхневу енергію та поверхневу активність.
Особливо велику роль відіграють ПАР у колоїдних системах. Термодинамічна нестійкість цих систем обумовлює явища коалесценції та коагуляції при зближенні частинок, якому перешкоджає т.зв. розклинювальний тиск. Ці уявлення покладені в основу теорії стійкості колоїдів ДЛФО (Дерягіна, Ландау, Фервея, Овербека).
П.я. мають велике значення при флотації, масляній агрегації, брикетуванні, механохімічній активації, приготуванні бурових розчинів, висококонцентрованих водовугільних суспензій, а також у процесах, пов'язаних зі змочуванням і капілярними явищами, хімічному захисті від корозії, в металургії, при руйнуванні гірських порід, контактних взаємодіях, електричних і електрохімічних явищах на поверхні твердих тіл.

## Дисоціативна поверхнева реакція
Реакції на поверхні, що відбуваються з розривом хімічних
зв'язків. Дисоціативні поверхневі реакції записуються рівнянням
2* + C2H5* = H* + *CH2CH2*
де* позначає поверхневий центр.
Це реакція зворотна до асоціативної реакції на поверхні.

## Інтернет-ресурси
- "Ram Rao Materials and Surface Science", a video from the Vega Science Trust
- Surface Chemistry Discoveries
- Surface Metrology Guide